# Državna cesta D423
D423 je državna cesta u Hrvatskoj. Ukupna duljina iznosi 6,1 km.